# Jørgen Selchau
Jørgen Selchau f. Jørgen Selchau Olsen (22. oktober 1923 i Islev, Rødovre Sogn – 20. november 1997) var en dansk modernistisk arkitekt, der samarbejdede med Max Brüel, Gehrdt Bornebusch og Henning Larsen.
Han var søn af maleren og keramikeren Thorkild Olsen og keramikeren Ellinor Selchau. Selchau blev tømrersvend 1946, bygningskonstruktør 1947 og tog afgang fra Kunstakademiets Arkitektskole i København 1951. Han var på forskellige private tegnestuer og havde egen tegnestue sammen med Gehrdt Bornebusch, Max Brüel og Henning Larsen fra 1956, med Bornebusch fra 1974 og alene fra 1981. Han var ansat ved Forsvarets Bygningstjeneste en periode mellem 1951 og 1956; lærer ved Kunstakademiets Arkitektskole fra 1958 og professor samme sted 1968-71 og dekan 1969-71.
Han var tillige medlem af bestyrelsen for Danmarks Nationalbanks Jubilæumsfond af 1968, medlem af Bygningsplejerådet under daværende Slots- og Ejendomsstyrelsen 1986-95 (i dag Styrelsen for Slotte & Kulturejendomme), præsident for Akademiraadet 1990-93 og medlem af dommerkomiteer i flere konkurrencer.
Han modtog Theophilus Hansens Stipendium 1953, Frederiksberg Kommunes præmiering 1954, Eckersberg Medaillen 1973, Træprisen 1966 og Betonelementprisen 1982. Han kom på finansloven og fik Statens Kunstfonds livsvarige ydelse fra 1991.
Selchau var gift 1. gang 28. juli 1950 i Kongens Lyngby med Ingrid Kofod (2. april 1928 i København), datter af grosserer Sven Kofod og Else Adler Svanholm. Ægteskabet blev opløst 1978 og han giftede sig 2. gang 7. december 1978 i København med arkitekt, keramikeren Inger Elisabeth Møller (1. april 1935 i Porsgrunn, Norge), datter af advokat, direktør Jacob Aall Møller og mensendiecklærer Ellen Serine Reim.